# 執政官 (古希臘)
執政官（古希臘語：ἄρχων，英語：Archon）是古希臘城邦雅典民主政制的組成一部分，是克利斯提尼改革前雅典國政的擔當者。在克利斯提尼改革後，仍在雅典的政制中存在某種重要性。直至公元前四八七年後，厄菲阿爾特對雅典政制的改革，執政官才在雅典政治中失去其重要的角色。

## 梭倫改革以前
早在梭倫改革以前的貴族政體業已出現，以取代傳說中的王政時代國王的的權力。最初執政官共有三名，第一名是巴西琉斯，字面意思是『王』，即所謂宗教執政官，負責城邦的祭祀、宗教事務、國家大典等事項，第二名是Polemarch，即軍事執政官，負責戰事征伐及軍隊事務，第三名是Archon Eponymous意指名年執政官，統領一般行政事務，而其名稱的源由是在執政官任期由十年改作一年後，年份的紀元由此執政官的名諱來命名。這三個執政官每人皆有權任命兩名助理。稍後，貴族代表的戰神山會議又增添了六個執政官，稱作thesmothetai，意指立法者，即所謂司法執政官，以某種形式掌管城邦的法律。而這些執政官全由戰神山最高會議選出，並全由貴族出任，也僅向戰神山最高會議負責，而九名執政官卸任後，則會加入戰神山最高會議。

## 梭倫改革後
梭倫在公元前五七零年代，奉戰神山會議之的委託，在雅典政治因多次貴族爭勢而蒙上陰影時進行政治改革。他對執政官的架構並無改動，執政官依舊是由名年執政官、軍事執政官、宗教執政官、及六名立法者組成，但他對執政官的出身進行了重大改革，今後凡是五百桶戶（pentakosiomedimnoi，有關於雅典各階級的組成，請參看梭倫），最高資產階層出身者，均可出選執政官。雖然此舉沒有打破貴族出任執政官的特權，因為幾乎所有的貴族都輕而易舉的躋身於此，但今後可以出任執政官的平民經已不在少數，只要平民百姓累積夠多財產，即有權成為執政官，再進而在卸任後進入戰神山最高會議，令會議的組成也不只局限於貴族。

## 厄菲阿爾特改革後
在克利斯提尼改革中，克里斯提尼並沒有更動執政官在雅典政制上的角色，他們依舊主理司法事務，民眾法庭就是由他們主持，他們在卸任後也可晉身戰神山最高會議。只是軍事執政官在雅典十將軍的設置下逐漸被架空，比如在馬拉松戰役，統領軍隊的是將軍米太亞得，而非軍事執政官卡爾馬寇斯Kallimakhos。但在公元前四八七年，雅典引進抽籤選出執政官的制度，這令執政官失去了重大勢力，因為他們不再是由雅典最賢能及經驗最老練的人物所擔任，而是僅由每個部落提供五十人，合共五百人抽籤選出。
到公元前四六二年，一名雅典政治家厄菲阿爾特在貴族派領袖客蒙（Kimon）帶領四千個重甲步兵協助斯巴達鎮壓黑勞士暴動之時，向公民大會提案，取消戰神山最高會議作為憲法保護者的權力，鑑於客蒙和四千個有財力配備裝甲成為重甲步兵的權貴人士缺席下，法案獲得通過。而執政官的席位也開放給予五百medimnoi階級以下的騎士階級hippies及有軛牲階級zeugitai，而執政官判案無需照會民眾法庭的特權也遭廢除，執政官的角色，至此以後亦和一般的行政官員無異。